# Bodo Hertlein

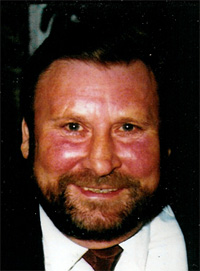
Bodo Hertlein

Bodo Hertlein (* 25. Dezember 1933 in Mainz; † 18. Dezember 2004 ebd.) war ein deutscher Sportfunktionär. 
Hertlein war zunächst Jugendkoordinator beim 1. FSV Mainz 05. Von 1984 bis 1988 war er Präsident des Vereins als Nachfolger von Wolfgang Enders. Unter Hertlein stieg Mainz 05 im Jahre 1988 wieder in die Zweite Bundesliga auf. Im September 1988 wurde er auf einer turbulenten Mitgliederversammlung abgewählt und von Harald Strutz abgelöst.
Hertlein starb am 18. Dezember 2004 in Mainz.